# マデラ郡 (カリフォルニア州)

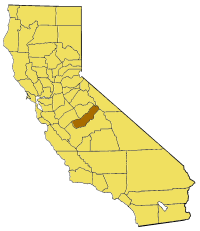
カリフォルニア州内の位置

マデラ郡（Madera County）は、アメリカ合衆国カリフォルニア州の郡である。セントラルバレーに位置する、人口は15万6255人（2020年）。郡庁所在地はマデラである。ヨセミテ国立公園の南端の一部はこの郡の北東に位置している。

## 歴史
マデラ郡はフレズノ郡の一部から1893年に創設された。
スペイン語の マデラ はw:timberまたはw:lumberという意味である。

## 地理
アメリカ合衆国統計局によると、この郡は総面積5,577 km2 (2,153 mi2) である。このうち5,532 km2 (2,136 mi2) が陸地で45 km2 (17 mi2) が水地域である。総面積の0.81%が水地域となっている。

## 人口動静
2000年国勢調査で、この郡は人口123,109人、36,155世帯、及び28,598家族が暮らしている。人口密度は22/km2 (58/mi2) である。7/km2 (19/mi2) の平均的な密度に40,387軒の住居が建っている。この郡の人種的構成は白人62.23%、アフリカン・アメリカン4.12%、先住民2.61%、アジア1.27%、太平洋諸島系0.17%、その他の人種24.35%、及び混血5.25%である。人口の44.28%がヒスパニックまたはラテン系である。
この郡内の住民は29.60%が18歳未満の未成年、18歳以上24歳以下が9.90%、25歳以上44歳以下が29.10%、45歳以上64歳以下が20.40%、及び65歳以上が11.00%にわたっている。中央値年齢は33歳である。女性100人ごとに対して男性は91.80人である。18歳以上の女性100人ごとに対して男性は86.00人である。
この郡の世帯ごとの平均的な収入は36,286米ドルであり、家族ごとの平均的な収入は39,226米ドルである。男性は33,658米ドルに対して女性は24,415米ドルの平均的な収入がある。この郡の一人当たりの収入 (per capita income) は14,682米ドルである。人口の21.40%及び家族の15.90%は貧困線以下である。全人口のうち18歳未満の28.60%及び65歳以上の9.00%は貧困線以下の生活を送っている。

## 都市及び町
- マデラ
- パークウッド
- Bonadelle Ranchos-Madera Ranchos
- Chowchilla
- Madera Acres
- Oakhurst
- Parksdale
- Yosemite Lakes